# 화풍총본가
화풍총본가(일본어: 和風総本家 와후소혼케[*])는 일본의 퀴즈 버라이어티 프로그램으로, TV 오사카가 제작한다.
일본인의 예절, 관습 등을 퀴즈 형식으로 소개한다. 2007년 11월 4일 《일요 빅 버라이어티》에서 방송된 《일본화풍검정》(日本和風検定)의 방송 기획을 바탕으로 제작국을 도쿄에서 계열 방송국의 TV 오사카로 이관해 프로그램 제목을 현재 이름으로 고쳐 2008년 2월 18일 단발 프로그램으로 방송되었다. 그리고 같은 해 4월 14일부터 매주 월요일에 정규 프로그램으로 편성돼서 방송이 시작되었다. 2009년 10월부터 매주 목요일로 방송 시간을 이동하여 현재에 이른다.
2011년경부터 일본 특유의 예절과 풍습 등의 소개는 줄어들고 있다. 현재는 거의 매번 장인에 대해 다루고 있다.

## 같이 보기
- 메이부츠